# バンジャマン・ヴォワザン
バンジャマン・ヴォワザン（フランス語:Benjamin Voisin、1996年12月24日 - ）は、パリで生まれたフランスの俳優である。
2020年の初主演作『Summer of 85』のデヴィッド・ゴーマン役で、共演者のフェリックス・ルフェーブルとセザール賞とリュミエール賞にノミネート、2021年の映画『幻滅』でセザール賞の有望新人男優賞を受賞した。

## 来歴
2015年から俳優として短編映画やTVドラマに出演する。
2017年、初の長編映画 カトリーヌ・ドヌーヴとジェラール・ドパルデュー主演のコメディ『ホテル・ファデットへようこそ』に出演した。翌2018年にはルパート・エヴェレット監督の伝記『さすらいの人 オスカー・ワイルド』ではコリン・ファースとエミリー・ワトソンと共演し、初めて英語での役をオファーされたが、どちらも批評的にも商業的にも失敗した。
2020年の『Summer of 85』はフランス映画界の名匠フランソワ・オゾンが、若かりし日に読み影響を受けたというエイダン・チェンバーズの小説『おれの墓で踊れ』を映画化。オーディションでオゾンに見いだされ主演を務め、セザール賞の有望若手男優賞とフランスのゴールデングローブ賞に相当するリュミエール賞にノミネートされ、国際的な注目を集める。
19世紀フランスの文豪バルザックの小説を映画化したグザヴィエ・ジャノリ監督作『幻滅』は2022年、第47回セザール賞で作品賞を含む7冠に輝き、主人公を演じたヴォワザンは有望若手男優賞を受賞した。
2025年4月、Apple TV+で配信開始されたドラマシリーズ『カレーム 宮廷料理人』で、ナポレオン時代の世界初のセレブ・シェフ、アントナン・カレームを演じた。監督はマルタン・ブルブロン、共演ジェレミー・レニエ、リナ・クードリ、アリス・ダ・ルス。

## 人物
好きな俳優、尊敬する俳優はマーロン・ブランド、ジュリエット・ビノシュ、ドニ・ラヴァン、イザベル・ユペール。
SNSはしない方針だったが2025年3月からInstagramを開始した。『カレーム 宮廷料理人』シーズン1が終了するとフィード画面から投稿がすべて消え、ストーリーを時々投稿。Rotten Tomatoesの批評家支持率95％をストーリーに投稿。